# 인피니티 은하
좌표:  10h 00m 27.9s, +02° 12′ 03.5″
인피니티 은하 (또는, ∞ 은하)는 COSMOS-Web Survey의 제임스 웹 우주 망원경이 관측한 상호작용은하의 한 쌍이다.

## 명명
이 은하는 무한대 기호 (∞)와 유사한 독특한 모양 때문에 이름이 붙여졌다.

## 적색편이
인피니티 은하의 적색편이는 방출선을 맞춰 z=1.14(지구에서 83억 광년이라는 뜻)로 측정되었다.

## 발견 및 역사
인피니티 은하는 2025년 제임스 웹 우주 망원경의 COSMOS-Web Survey가 탐사 기록 보관 데이터를 통해 발견되었다. COSMOS-Web 탐사는 초기 우주의 구조를 지도화하기 위해 설계된 대규모 프로그램이다. 이 은하의 독특한 형태는 제임스 웹 우주 망원경의 근적외선 카메라(NIRCam)가 촬영한 적외선 이미지에서 처음 발견되었으며, 빛은 0.9로 표현되었다. 마이크론(파란색), 1.15 및 1.5 마이크론(녹색) 및 2.0 마이크론(빨간색). 찬드라 X선 관측소 (CXO)와 초대형 배열 (VLA)의 COSMOS-Web 누적된 관측 보관과 관측과 새로운 Keck/LRIS 스펙트럼을 통해 두 핵 사이에 활동적인 초대질량 블랙홀의 존재가 확인되었다.

## 의의
예일 대학교의 천문학자 피터 반 도쿰과 코펜하겐 대학교의 가브리엘 브라머의 공로이다. 이 발견은 은하 병합 과 초대질량 블랙홀의 형성에 대한 중요한 정보를 제공한다.

## 구조 및 형태

### ∞ 또는, 8자기호의 형성의 원인
인피니티 은하는 두 개의 밀집된 붉은 핵이 특징이며, 각 핵은 별과 가스로 이루어진 고리에 둘러싸여 있으며, 두 고리 은하 에서 8자(8) 또는 무한대 기호(∞) 모양을 형성한다.

### 형태의 원인
이 구조는 두 개의 원반 은하가 정면으로 충돌하여 가스 구름을 압축하고 조석력을 촉발하여 관측된 고리를 형성했기 때문이다. 이 병합 과정은 은하 잔해의 상대 속도를 기반으로 약 5,000만 년 전에 발생한 것으로 추정된다.
제임스 웹 우주 망원경 이미지에서 녹색으로 빛나는 이온화된 수소 가스의 광활한 영역이 두 은하핵 사이에 있으며, 그 내부에는 초대질량 블랙홀이 자리 잡고 있다. 약 100만 태양 질량의 이 중심 블랙홀은 은하핵의 약간 바깥쪽에 위치한다는 점에서 주목할 만하며, 이는 은하 병합에서 보기 드문 구조이기도 한다.

## 3중 블랙홀
인피니티 은하에는 활동성 초대질량 블랙홀이 3개 있다.
- 이온화된 가스 내 두 개의 핵 사이에는 질량이 약 100만 태양 질량(10⁶ M☉)에 이르는 중심 블랙홀이 존재한다.[9]
- 또한, 각 핵에는 병합 이전 은하의 중심 블랙홀로 추정되는 블랙홀이 하나 씩 존재하며, 이들 모두는 활동 은하핵(AGN)의 특성을 보인다.[10]

중심 블랙홀은 특히 흥미로운데, 그 형성 과정이 거대한 가스 구름이 별을 형성하지 않고 블랙홀로 직접 붕괴되는 블랙홀 붕괴 형태와 일치하기 때문이다. 이는 제임스 웹 우주 망원경의 분광 데이터로 뒷받침되는데, 블랙홀의 속도가 주변 가스의 속도와 일치함을 보여준다 (50 km/s 또는 초 당 30마일). 이 정렬은 블랙홀이 합병 중에 그 자리에서 형성되었음을 시사하며, 잠재적으로 초기 우주에 대한 최초의 직접적인 증거를 제공한다.

## 폭발적 항성 생성
중심 블랙홀 주변의 영역은 폭발적 항성 생성 영역이며, 바깥쪽 활동 은하핵 중 하나의 제트가 이 영역에 영향을 미친다.

## 중요성 및 의의
인피니티 은하는 다음과 같은 여러 가지 이유로 중요한 사례 연구이다.
- 직접 붕괴 증거 : 중심 블랙홀의 형성은 직접 붕괴 형태을 뒷받침하며, 초기 우주에서 초대질량 블랙홀이 어떻게 형성 되었는 지에 대한 통찰력을 제공한다. 이는 제임스 웹 우주 망원경에서 자주 관찰되지만 기존의 "빛의 씨앗" 형태에서는 잘 설명되지 않는 현상이다.
- 은하 병합 : 은하의 구조는 병합 역학에 대한 정보를 제공하며, 충돌로 인해 별과 기체의 분포가 어떻게 형성되는지 보여준다.
- 다중 블랙홀 시스템 : 단일 시스템 내에 활성 초대질량 블랙홀이 3개 존재하는 경우는 드물며, 블랙홀 상호 작용을 연구하기 위한 자연 실험을 제공한다.[7][12]

## 향후 연구
제임스 웹 우주 망원경의 COSMOS-Web 데이터에 대한 지속적인 분석을 통해 유사한 특성을 가진 추가 은하가 발견될 수 있으며, 이는 직접 붕괴 모델을 더욱 검증하는 데 도움이 될 것이다. 향후 관측을 통해 은하의 적색편이, 거리, 그리고 세부적인 구성이 더욱 정밀하게 밝혀져 우주 진화에서 은하의 역할에 대한 이해를 높일 수 있을 것이다.

## 같이 보기
- 올빼미 은하
- NGC 2207과 IC 2163
- 이중 블랙홀